# 薩凡納鎮區 (北卡羅萊納州傑克遜縣)
薩凡納鎮區（英語：Savannah Township）是位於美國北卡羅萊納州傑克遜縣的一個鎮區。

## 地方資料
薩凡納鎮區的面積為60.34平方千米，皆為陸地。根據2020年美國人口普查的數據，當地共有人口2243人，而人口密度為每平方千米37.17人。